# Kessai Note
Kessai Hesa Note, né le 7 août 1950 à Ailinglaplap, est un homme politique marshallais. Il est président de la république des îles Marshall de 2000 à 2008.

## Biographie
Président du Parlement des îles Marshall depuis 1988, il est élu par ce dernier président du pays le 3 janvier 2000 et entre en fonction le 10 janvier. Il est réélu en janvier 2004, mais battu en janvier 2008 par Litokwa Tomeing qui lui succède à la présidence.
Il est ministre de la Justice depuis le 14 janvier 2020.